# Modisimus pusillus
Modisimus pusillus là một loài nhện trong họ Pholcidae. Loài này được phát hiện ở México.